# Youssouf Koné
Youssouf Koné (nascut el 5 de juliol de 1995) és un futbolista professional malià que juga com a lateral esquerre pel Troyes, cedit per l'Olympique de Lió i per 
l'equip nacional malià.

## Carrera de club
Koné es va formar al planter del Lille OSC. Va debutar a la Ligue 1 el 2 de març de 2014 en una victòria per 2–3 a fora contra l'AC Ajaccio. El seu segon partit fou el 12 d'abril de 2014, en lliga contra el Valenciennes FC.
Koné va jugar la primera part de la temporada 2017–18 a la Ligue 2 amb l'Stade de Reims en una cessió impulsada per l'entrenador Marcelo Bielsa. De tota manera, el contracte es va acabar abans d'hora a causa d'una lesió de lligament encreuat.
Després de la marxa de l'equip tant de Fodé Ballo-Touré (al AS Monaco) com de Hamza Mendyl (al FC Schalke 04), Koné va romandre com a lateral esquerre titular a l'excel·lent campanya del Lille's el 2018–19, en què acabà segon rere el PSG.
El 3 de juliol de 2019, signà contracte amb l'Olympique de Lió a canvi d'uns nou milions d'euros. El 29 de sdetembre de l'any següent, després de tot just 11 partits de lliga, fou cedit a l'Elx CF de La Liga per un any.

## Internacional
Koné va debutar per la selecció maliana en partit de classificació per la Copa d'Àfrica de Nacions de 2017 contra Benin el 6 de setembre de 2016.